# International Union of Pure and Applied Chemistry
Die International Union of Pure and Applied Chemistry (IUPAC; deutsch Internationale Union für reine und angewandte Chemie) wurde im Jahr 1919 von Chemikern aus der Industrie und von Universitäten gegründet. Ziel war es, die weltweite Kommunikation der Chemiker untereinander zu ermöglichen und zu fördern. Die IUPAC ist seit langem als die bestimmende Institution anerkannt, wenn es sich um Empfehlungen zu Nomenklatur, Symbolen, Terminologie, standardisierten Messmethoden, Werten für molare Massen der chemischen Elemente in natürlicher Isotopengemisch-Zusammensetzung und viele andere Themen in Bereichen der Chemie handelt. Die Vereinigung gibt die Zeitschrift Pure and Applied Chemistry heraus.

## Abteilungen
Einige Mitglieder engagieren sich ehrenamtlich im Rahmen von Projekten für die IUPAC, die sich in die folgenden acht Abteilungen gliedern:
- Analytische Chemie
- Anorganische Chemie
- Chemie und Gesundheit
- Chemie und Umwelt
- Chemische Nomenklatur und Strukturdarstellung
- Makromolekulare Chemie
- Organische und biomolekulare Chemie
- Physikalische und biophysikalische Chemie

## Entstehung
Unter den Chemikern bestand bereits lange vor der Gründung der Wunsch, die internationale Zusammenarbeit zu fördern. So gab es schon eine Vorläufer-Organisation, die International Association of Chemical Societies (IACS), die sich 1911 in Paris traf und unter anderem bereits um Fragen der Nomenklatur und der Standardisierung in der Chemie kümmern sollte.
Versuche, die chemische Nomenklatur zu standardisieren, begannen allerdings schon 1860, als Friedrich August Kekulé von Stradonitz die ersten internationalen Treffen organisierte, die schließlich 1892 zur sogenannten Genfer Nomenklatur für organisch-chemische Verbindungen führten.

## Leitung
Präsident ist Ehud Keinan. Er löste Javier García-Martínez ab.

## Dachverband
Die IUPAC ist Mitglied des International Science Council (ISC). Auf diesem Weg sind etwa der Deutsche Zentralausschuss für Chemie (DZfCh) und die Akademie der Naturwissenschaften Schweiz (SCNAT) Mitglieder der IUPAC.

## Trivia
Im September 2021 wurde erstmals eine Frau (für 2022–2026) an die Spitze der Kommission für Atomgewichte und -häufigkeiten gewählt. Johanna Irrgeher (* 1984 in Linz) ist Isotopenanalytikerin und seit 2018 an der Montanuniversität Leoben tätig.